# Juan Núñez de Prado (Maestre de la Orden de Calatrava)
Juan Núñez de Prado (m. castillo de Maqueda, 1355). Noble castellano que llegó a ser clavero y maestre de la Orden de Calatrava.

## Biografía
Ostentó los cargos de clavero y maestre en la Orden de Calatrava. Cuando era clavero, se levantó junto a otros caballeros de la Orden contra el maestre Garci López de Padilla, desacreditado por su fracaso en la lucha contra la taifa de Jaén y su aciaga participación en una expedición contra los musulmanes granadinos, agravada por su supuesta huida del campo de batalla, y se hizo fuerte junto a estos caballeros, algunos de los cuales eran de Villarreal, tras las murallas de Villarreal, futura Ciudad Real. Él, los demás caballeros y las milicias urbanas de Villarreal lucharon contra el maestre Garci López de Padilla y lo derrotaron en la batalla de Malas Tardes. En 1325 Alfonso XI de Castilla accedió a la mayoría de edad y el clavero y los freires rebeldes acudieron a Valladolid para acusar formalmente al maestre ante la corte de cuatro cargos: dejación de fortalezas que el maestre Garci había desabastecido y dejado se perdieran, entre otras, las de Alcaudete, Locubín, Susaña, Chist y Mathet. El segundo, haber huido del combate en el transcurso de la batalla de Baena, abandonando a los freires que le acompañaban. El tercero era el autoritarismo y crueldad del maestre en el trato a sus freires y el cuarto haber atacado lugares y vasallos de realengo, particularmente a los de Villarreal. El maestre fue citado ante el tribunal real, pero huyó a Alcañiz, cabeza de los señoríos aragoneses de la Orden de Calatrava. Ante esta traición, Alfonso XI ordenó a los freires opositores que organizaran un irregular capítulo que eligió como nuevo maestre a Juan Núñez de Prado. El cisma se prolongó,  pues el depuesto maestre intentó hacer valer sus derechos ante el capítulo general de la orden del Císter, que, a través del abad de Monsalud, primero, y del de Morimond, después, reconocieron  efectivamente la legitimidad de su cargo y le restituyeron en la posesión del maestrazgo, pero, ante el respaldo del rey castellano a Juan Núñez de Prado y los más de los caballeros de la orden y las villas y castillos calatravos que conservaba, renunció al maestrazgo en 1329 García López de Padilla a cambio de mantener a su servicio diez caballeros y del disfrute vitalicio de cuantas villas y castillos tenía la orden en los reinos de Aragón y Valencia, con sus rentas, y de las encomiendas de Zorita y El Collado. Pero Juan Núñez de Prado incumplió algunos términos del acuerdo y don García volvió a reivindicar sus derechos al maestrazgo con apoyo de la monarquía aragonesa y murió sin haber renunciado al maestrazgo calatravo. Esta circunstancia y la continuidad del apoyo de la Corona aragonesa prolongó el cisma hasta el acuerdo alcanzado en agosto de 1348 ante las Cortes reunidas en Zaragoza a cambio de otorgar mejores derechos y una mayor autonomía a las encomiendas aragonesas de la orden.
A comienzos de 1354, Pedro I ordenó a don Juan de la Cerda apresar al maestre Núñez de Prado en las Casas Maestrales de la Orden en Almagro.  El maestre no opuso resistencia, aunque tenía hombres suficientes para haber presentado batalla.  Le sustituyó como maestre don Diego García de Padilla, hermano de la amante del rey, María de Padilla.  El nuevo maestre envió Juan Núñez al castillo de Maqueda, donde fue asesinado en 1355 por el escudero Diego López de Porras. Por su parte, el sobrino de Núñez de Prado, Pedro Estébanez Carpinteyro, se autoproclamó maestre en la sevillana ciudad de Osuna.